# الأمن السيبراني في السعودية
الأمن السيبراني في السعودية هو حماية الشبكات وأنظمة تقنية المعلومات وأنظمة التقنيات التشغيلية، ومكوناتها من أجهزة وبرمجيات، وما تقدمه من خدمات، وما تحويه من بيانات؛ من أي اختراق أو تعطيل أو تعديل أو دخول أو استخدام أو استغلال غير مشروع. ويشمل مفهوم الأمن السيبراني: أمن المعلومات والأمن الإلكتروني والأمن الرقمي، ونحو ذلك.
في يونيو 2021 أعلن عن تحقيق السعودية المرتبة الثانية عالميا من بين 193 دولة، والمركز الأول على مستوى الوطن العربي والشرق الأوسط وقارة آسيا في المؤشر العالمي للأمن السيبراني، الذي تصدره وكالة الأمم المتحدة المتخصصة في تكنولوجيا المعلومات والاتصالات «الاتحاد الدولي للاتصالات»،  محققةً بذلك قفزة بـ 11 مرتبة عن العام 2018م، وبأكثر من 40 مرتبة منذ إطلاق رؤية السعودية 2030 حيث كان ترتيبها 46 عالميًا في نسخة المؤشر للعام 2017م. وفي يونيو 2024 ووفقاً لتقرير الكتاب السنوي للتنافسية العالمية لعام 2024 الصادر عن مركز التنافسية العالمي بسويسرا، حققت السعودية المرتبة الأولى عالمياً في مؤشر الأمن السيبراني.

## حصين
هي بوابة إلكترونية تهدف إلى رفع مستوى الأمن السيبراني بالمملكة، لإدارة ودعم آليات التواصل للجهات الوطنية، وتقديم الخدمات والحلول السيبرانية. حيث أنها تحتوي على منصات تساعد على التقييم والاستجابة وتحسين كفاءة الإنفاق في المجال ورفع مستوى الالتزام بالضوابط والتشريعات الصادرة عنها وذلك وفق أفضل الممارسات الدولية.